# 2C-F
2C-F – organiczny związek chemiczny, psychodeliczna substancja psychoaktywna z rodziny 2C. Po raz pierwszy została otrzymana przez Alexandra Shulgina. Zgodnie z PIHKAL jego autorstwa, minimalne dawkowanie tej substancji to 250 mg. Postać 2C-F to brązowawy olej (wolna zasada) lub białe kryształki (chlorowodorek).

Przeczytaj ostrzeżenie dotyczące informacji medycznych i pokrewnych zamieszczonych w Wikipedii.